# Алибеков, Канатжан Байзакович
Канатжа́н Байза́кович Алибе́ков (в США известен как Кен Алибек или Кеннет Алибек, каз. Әлібеков Қанатжан Байзақұлы; род. 1950[…], Каучук, Южно-Казахстанская область) — учёный-микробиолог, административный специалист в области биотехнологии, острых инфекционных заболеваний, биологического оружия на основе туляремии, сибирской язвы и лихорадки Марбурга, защите от биологического оружия, доктор биологических наук, полковник Советской Армии в отставке.

## Биография
В 1975 году окончил военный факультет Томского медицинского института по специальности «инфекционные заболевания и эпидемиология» и был прикомандирован к ВНПО «Биопрепарат».
С 1975 года работал в «Биопрепарате» при Совете Министров СССР, занимавшемся разработкой и испытаниями биологического оружия. В то время на трёх заводах «Биопрепарата» были созданы научные опытно-производственные базы. Алибеков сначала работал на базе Бердского завода, а потом был переведён с повышением в город Омутнинск. На Омутнинской базе быстро поднялся по иерархической лестнице до самого верха, став её директором. За время работы защитил кандидатскую диссертацию, разработав в 1983 году биологическое оружие на основе туляремии. Через некоторое время был переведён город Степногорск на должность директора «Степногорской научно-производственной базы» (Городок 19), которая была намного крупнее, чем Омутнинская, а также спроектирована и построена по самому последнему слову техники. К моменту назначения Алибекова база находилась на стадии пусконаладочных работ. Там он возглавил работы над созданием биологического оружия на основе сибирской язвы и лихорадки Марбурга. После нескольких лет успешного директорства, во время которого им была защищёна докторская диссертация, глава «Биопрепарата» Ю. Т. Калинин перевёл Алибекова в Москву на должность своего первого заместителя в объединение «Биопрепарат», после чего Алибеков стал генеральным директором НПО «Биомаш» и директором ВНИИ «Биохиммашпроекта».
С 1988 по 1992 год занимал должность первого заместителя начальника Главного управления «Биопрепарат».

## Деятельность после распада СССР
После распада СССР в начале 1992 года уволился из управления. В конце 1992 года, после работы в московском коммерческом банке, эмигрировал в США.
В 1999 году опубликовал книгу под названием «Biohazard» (соавтор — журналист Стивен Хендельман). Книга опубликована на многих языках мира, а российское издание «Biohazard» вышло в 2003 году под названием «Осторожно! Биологическое оружие!».
Президент и совладелец AFG Biosolutions Inc., американской компании, разрабатывающей системы защиты от биологического оружия, профессор Университета Джорджа Мейсона (George Mason University), руководитель Национального центра биологической обороны США\National Center for Biodefense.

### Деятельность на Украине
На Украине известен открытием в 2006 году фармацевтического завода НПОКЦ «Макс-Велл» — дочернего предприятия транснациональной американской компании MaxWell Biocorporation, являлся президентом и генеральным директором. Изначально сообщалось, что в завод было вложено более 100 миллионов долларов американских инвестиций. Позднее выяснилось, что НПОКЦ «Макс-Велл» использовалось экс-владельцем казахстанского БТА Банка Мухтаром Аблязовым для легализации похищенных средств. Источником средств для строительства этого комбината был «БТА-Банк», однако право собственности на этот объект было закреплено за Аблязовым. Сам фармзавод НПОКЦ «Макс-Велл» после своего открытия не был как таковым заводом полного цикла производства, готовые порошковые субстанции белка поставлялись на Украину из США, которые изготавливались на заводе компании AFG Biosolutions, Inc гендиректором которой также являлся Алибеков. Известно, что вице-президентом компании MaxWell Biocorporation является Гаухар Кусаинова, сестра Аблязова, которая была одним из самых доверенных соратников Алибекова. В 2010 году завод был продан новым владельцам, а Алибеков отправился работать в Казахстан.

### Деятельность в Казахстане
В 2005 году США перестали нуждаться в услугах Алибекова, после чего он предложил свою помощь правительству Казахстана в построении биотехнологической науки.
В 2010 году переехал в Астану, столицу Казахстана, где некоторое время возглавлял кафедру химии и биологии в Школе наук и технологий «Назарбаев университета», где, в том числе, занимался разработками противораковых препаратов и лекарств по продлению жизни, а также являлся председателем правления Республиканского научного центра неотложной медицинской помощи и возглавлял Национальный научный центр онкологии и трансплантологии. Сохранил гражданство США. По прошествии 7 лет никаких научных результатов от работы Алибекова не последовало. За время своей деятельности Кен Алибек получил более 1 миллиарда тенге бюджетных средств на реализуемый им проект «Новая системная терапия злокачественных опухолей». Многообещающая шведская методика так и осталась общим концептом, панацея лечения рака так и не появилась. Три поданные Алибековым заявки на регистрацию изобретений были отклонёны «Национальным институтом интеллектуальной собственности» МЮ РК как не имеющие новизны.
Перебираясь на работу в Казахстан, Кен Алибек особо и не скрывал, что в первую очередь им движут материальные интересы.

«Буду правдивым. Мне нужно зарабатывать нормальные честные деньги для того, чтобы семья в Америке оплачивала свои расходы». — говорил он в одном из интервью.

В январе 2014 года, Алибеков созвав пресс-конференцию, где спекулируя на больной раком певице Жанне Фриске, заявил, что он единственный, кто может что-то сделать для того, чтобы помочь ей выжить и что к нему за помощью обратился отец Фриске. Однако отец больной раком российской певицы, сообщил что никогда не обсуждал с казахстанскими врачами возможность её лечения.
После того как в Казахстане поняли, что под вывеской суперпрогрессивных технологий Алибековым подвигаются давно уже известные иностранные методики, а сам Кен Алибек не является специалистом в онкологии, медицине или науке, он написал заявление о расторжении контракта и уехал обратно в Америку.
В 2017 году Алибеков в facebook опубликовал сообщение, в котором высказал недовольство работой в Казахстане. В частности заявил, что перед отъездом домой в США понял, что в Казахстане боится государственного аудита, проверок использования бюджетных средств, проверок научных исследований. Ставя в пример США, рассказывал, что там якобы никто и никогда никого не проверяет, умалчивая при этом что проверки не касаются лишь частных компаний работающих на свои личные средства, а не за счёт государственного финансирования.

## Расследование «Лос-Анджелес Таймс»
Осенью 1992 года Канатжан Алибеков эмигрировал в США, раскрыв подробные и пугающие данные, описывающие его роль в создании биологического оружия для Советского Союза. Как врач-микробиолог и бывший полковник Советской Армии он участвовал в советских исследованиях и сообщил спецслужбам США, что в СССР работали, по крайней мере, 30 000 учёных в десятках секретных лабораторий, разрабатывая биологическое оружие, несмотря на действующий международный запрет, принятый в 1972 году. Он заявил, что эмигрировавшие российские учёные являются источником неминуемой угрозы, и после распада Советского Союза несколько специалистов, возможно, отправились в Ирак и Северную Корею. Обе страны, вероятно, получили споры сибирской язвы и оспу. Передача оспы была бы особенно опасна, поскольку русские могли генетически модифицировать вирус и таким образом создать смертельную опасность даже для тех, кто был ранее привит. Опыт в сочетании с прогнозами укрепил его политический вес в Вашингтоне. Он упростил своё имя до Кен Алибек и стал известной фигурой на Капитолийском холме, а также одним из самых важных голосов принятия решений, ценой в миллиарды долларов США, направленных на противодействие потенциальным агентам биологического терроризма.
Сообщив о перспективе того, что Ирак приобрёл возможность завладеть оспой или сибирской язвой, Алибек был одной из главных причин в войне 2003 года, говоря, что «нет сомнений в наличии у Саддама Хусейна оружия массового уничтожения». Однако ни одно биологическое оружие позже не было найдено в Ираке. Его самые сенсационные результаты исследований не выдерживали никакой критики научных специалистов США. А личное продвижение безрецептурных таблеток, продававшихся через Интернет для «укрепления иммунной системы» — было высмеяно учёными. Он ушёл в отставку с должности исполнительного директора центра Биозащиты университета Вирджинии в 2006 году из-за внутренних конфликтов под его руководством.
Увеличивая страх перед биологическим терроризмом в США, Алибек прежде всего стремился получить прибыль от этого страха. По некоторым подсчётам, он выиграл около $28 млн федеральных грантов или контрактов для себя и работодателей, которые его нанимали. В настоящее время он занят поиском новых правительственных контрактов, связанных с борьбой с биологическим терроризмом, оцениваемых в десятки миллионов долларов. Придерживается нетрадиционного научного подхода, разрабатывая продукт, который будет защищать от массива смертельных вирусов и бактерий в виде смеси нескольких препаратов.
Газета Los Angeles Times исследовала публичные выступления, научно-исследовательскую и деловую деятельность Алибека как часть войны США с терроризмом и пришла к выводу, что Кен Алибек не является квалифицированным экспертом в области биологического оружия и значительная часть знаний и информации с большой долей вероятности не является достоверной. Также, доктор Филип К. Рассел, генерал-майор армии в отставке и врач, который работал в администрации Буша с 2001 по 2004 год, чтобы противостоять предполагаемой угрозе оспы, сказал, что он убежден, что Алибек располагал надежной информацией из первых рук о распространении сибирской язвы в бывшем Советском Союзе. Но что касается других угроз, таких как генетически модифицированная оспа, Рассел сказал, что он «начал думать, что Кен больше полагался на свои фантазии, нежели точные факты. Он всегда заверял нас, что некоторые вещи уже сделаны, но стоило нам копнуть глубже, выяснялось, что знания предмета у него нет…»
«Он утверждал, что определенные вещи были совершены, а потом, когда дело дошло до сути, он не знал об этом напрямую — он слышал об этом от кого-то. Например, вопрос внедрения генов Эболы в вирус оспы. Это было воспринято, по крайней мере многими из нас, как нечто фантастическое. И, наверное, неправда».
.

## Аутизм
Начиная с 2007 года Кен Алибек помимо другого своего проекта начал заниматься исследованиями в области аутизма. Он поддерживает идею о том, что это расстройство является результатом внутриутробных вирусных и бактериальных инфекций. Несмотря на отсутствие формального врачебного опыта, законной лицензии на медицинскую практику и необходимой квалификации как ученого, так и врача, Кен Алибек называет себя доктором и ученым, а также лечит детей, используя противовирусные, антибактериальные и иммуномодулирующие подходы. Его пациенты находятся в разных странах, в основном на постсоветском пространстве, и консультации в основном бесплатные с использованием телемедицинского подхода. Несмотря на то, что Кен Алибек утверждает, что он лечит аутизм, объективно оцененные данные об эффективности данного подхода отсутствуют.

## Интересные факты
- Кен Алибек занял второе место по итогам второго ежегодного рейтинга наиболее влиятельных в США выходцев из бывшего СССР от Washington Profile // 28 декабря 2004 года в номинации «Наука, Технологии и Образование», «Технология и образование».